# Mildred Dunnock
Mildred Dorothy Dunnock (* 25. Januar 1901 in Baltimore, Maryland; † 5. Juli 1991 in Oak Bluffs, Massachusetts) war eine US-amerikanische Film- und Theaterschauspielerin.

## Leben
Mildred Dunnock ergriff vor ihrer Karriere als Schauspielerin den Beruf einer Lehrerin und erhielt erst mit Anfang 30 erste Rollenangebote am Broadway.
1944 stand sie im Horrorfilm Der Unsichtbare nimmt Rache erstmals auch vor der Kamera und feierte nur ein Jahr später, 1945, ihren Durchbruch als Filmpartnerin von Bette Davis in Das grüne Korn (The Corn is Green). Im Lauf ihrer Karriere, die sich über einen Zeitraum von fünf Jahrzehnten erstreckte, stand sie überwiegend als Gastdarstellerin in Fernsehserien vor der Kamera, von denen die wenigsten im deutschsprachigen Raum bekannt wurden.
1952 wurde Dunnock erstmals für den Oscar in der Kategorie Beste Nebendarstellerin nominiert – und dies für ihre Arbeit an Der Tod eines Handlungsreisenden. Nur fünf Jahre später, 1957, wurde die Schauspielerin ein zweites Mal für den Oscar in derselben Kategorie nominiert, dieses Mal für Elia Kazans Baby Doll – Begehre nicht des anderen Weib. Auch wurde sie für den Golden Globe Award nominiert. Jedes Mal blieben ihr jedoch die Auszeichnungen verwehrt.
Als Theateraktrice blieb sie einem breiten Publikum 1956 als Big Mama in der Broadway-Produktion Die Katze auf dem heißen Blechdach in Erinnerung, in der Verfilmung spielte Judith Anderson allerdings diese Rolle.
Mildred Dunnock führte ab 1933 bis zu ihrem Tod eine für Hollywood-Verhältnisse untypisch lange Ehe, als sie Keith Urmy heiratete. Mit ihm bekam sie zwei Töchter, Linda (* 1934) und Mary (* 1935), von denen Mary jedoch bereits früh verstorben ist.
Heute erinnert ein Stern auf dem Hollywood Walk of Fame an die Schauspielerin, die im Alter von 90 Jahren eines natürlichen Todes starb.

## Filmografie (Auswahl)
- 1925: Motherhood: Life’s Greatest Miracle
- 1945: Das grüne Korn (The Corn Is Green)
- 1947: Der Todeskuß (Kiss of Death)
- 1951: Der Tod eines Handlungsreisenden (Death of a Salesman)
- 1951: Im Sturm der Zeit (I Want You)
- 1952: Viva Zapata!
- 1952: Frau in Weiß (The Girl in White)
- 1952: Jazz Singer (The Jazz Singer)
- 1955: Immer Ärger mit Harry (The Trouble with Harry)
- 1956: Pulverdampf und heiße Lieder (Love Me Tender)
- 1956: Baby Doll – Begehre nicht des anderen Weib (Baby Doll)
- 1956–1964: Alfred Hitchcock präsentiert (Alfred Hitchcock Presents, Fernsehserie, 4 Folgen)
- 1957: Glut unter der Asche (Peyton Place)
- 1959: Geschichte einer Nonne (The Nun’s Story)
- 1959: Sensation auf Seite 1 (The Story on Page One)
- 1960: Telefon Butterfield 8 (Butterfield 8)
- 1961: Wilde Knospen (Something Wild)
- 1962: Süßer Vogel Jugend (Sweet Bird of Youth)
- 1964: Deine Zeit ist um (Behold a Pale Horse)
- 1964: Ein Mann kam nach New York (Youngblood Hawke)
- 1964: Preston & Preston (The Defenders, Fernsehserie, 1 Folge)
- 1965: Sieben Frauen (7 Women)
- 1966: Death of a Salesman (Fernsehfilm)
- 1969: Eine Witwe mordet leise (What Ever Happened to Aunt Alice?)
- 1973: Ein Sommer ohne Jungs (A Summer Without Boys, Fernsehfilm)
- 1975: Das Geheimnis der Wendeltreppe (The Spiral Staircase)
- 1976: Das Geheimnis der Libelle (One Summer Love)
- 1979: Dann wären wir sechs (And Baby Makes Six, Fernsehfilm)
- 1980: Ein Baby im Haus (Baby Comes Home, Fernsehfilm)
- 1987: Jack, der Aufreißer (The Pick-up Artist)

## Auszeichnungen

### Oscar
- 1952: nominiert als Beste Nebendarstellerin für Der Tod eines Handlungsreisenden
- 1957: nominiert als Beste Nebendarstellerin für Baby Doll – Begehre nicht des anderen Weib

### Weitere Auszeichnungen
- 1960: Stern auf dem Hollywood Walk of Fame
- 1983: Aufnahme in die American Theater Hall of Fame